# Migracja planetarna

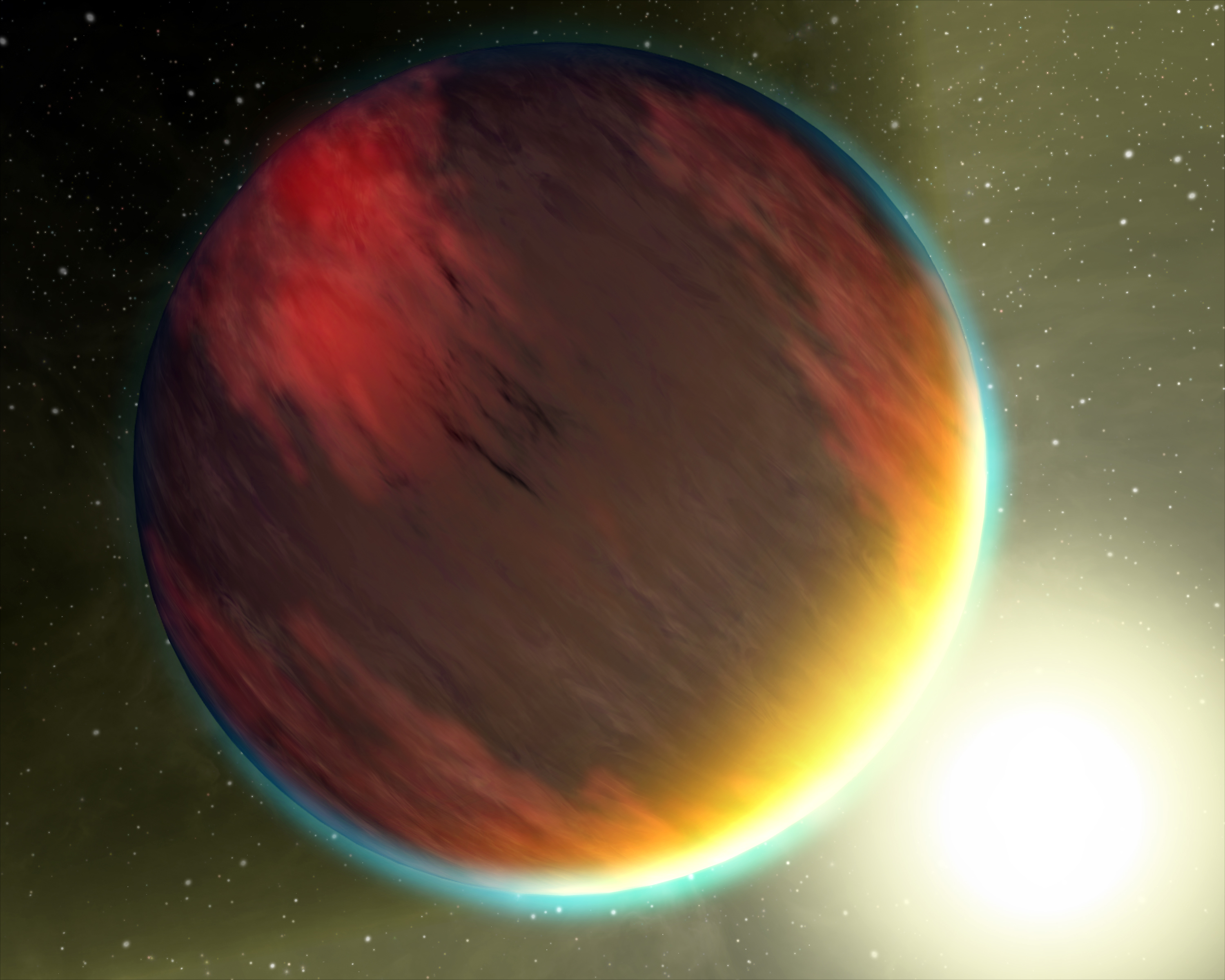
Wizja artystyczna gorącego jowisza

Migracja planetarna – zjawisko zmian orbity planety we wczesnych etapach formowania się układu planetarnego wokół gwiazdy. Jest ono wynikiem złożonych oddziaływań planety z innymi planetami, planetozymalami i gazem w dysku protoplanetarnym.

## Wstęp
Odkrycie zaskakującej różnorodności planet pozasłonecznych skłoniło naukowców do rewizji poglądów na temat powstawania układów planetarnych. W szczególności istnienie gorących jowiszy, czyli gazowych olbrzymów na bardzo ciasnych orbitach wokół gwiazd zdawało się przeczyć dotychczasowym modelom, według których planety takie miały tworzyć się w zewnętrznych obszarach układu (za linią śniegu), tak jak w Układzie Słonecznym. Rozważano model, według którego w takich układach początkowo miało utworzyć się kilka olbrzymów na bliskich orbitach, których oddziaływanie następnie przerzucało jedną z nich na niską orbitę (tzw. Jumping Jupiter Theory). Symulacje wykazały jednak, że powstanie gorącego jowisza na stabilnej orbicie w ten sposób jest nieprawdopodobne.
Obecnie przyjęta teoria migracji planetarnej stwierdza, że planety-olbrzymy faktycznie formują się daleko od gwiazdy, a dopiero później przenoszą się na niskie orbity, lecz poprzez subtelniejsze oddziaływania z dyskiem gazowo-pyłowym i planetozymalami. Zjawisko migracji dotyczy również planet skalistych, choć zazwyczaj zmiany ich orbit są dużo mniejsze.

## Typy migracji

### Typu I
Ciała o masie zbliżonej do Ziemi powodują powstanie spiralnych fal gęstości w otaczającym dysku. Zazwyczaj zewnętrzna fala oddziałuje silniej z planetą, co powoduje, że traci ona moment pędu na rzecz cząstek dysku i przenosi się na niższą orbitę, odpychając gaz, pył i inne drobne ciała dalej od gwiazdy.

### Typu II
Planety masywniejsze niż 10 M🜨 pochłaniają cały gaz i pył z otoczenia, otwierając wyrwę w dysku i tym samym kończąc migrację typu I. Jednakże gaz nadal wpływa w jej obszar, powodując dalszy rozrost i przesuwanie się planety, wraz z powstałą wyrwą, w stronę gwiazdy. Tak najprawdopodobniej tworzą się gorące jowisze.

### Typu III
Tzw. „brutalna migracja” (ang. violent migration) – na skutek oddziaływań z resztą układu (dyskiem, innymi planetami) planeta zostaje wyrzucona poza układ lub trafia na kurs kolizyjny z gwiazdą, wskutek czego zostaje zniszczona i pochłonięta. Ślady takiego zdarzenia można znaleźć w widmie gwiazdy.

## Migracja w Układzie Słonecznym

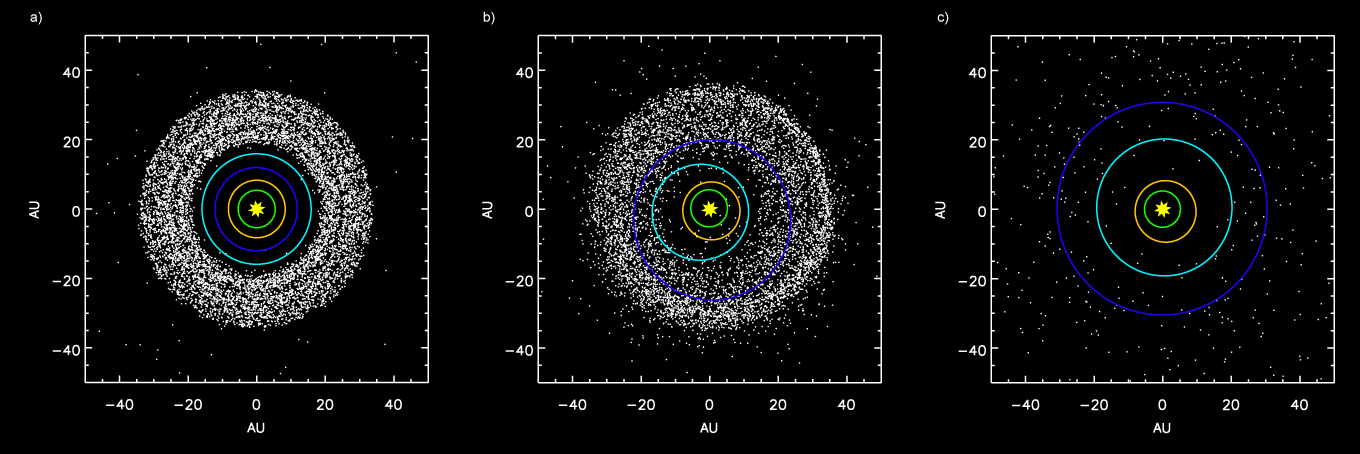
Zmiany orbit w zewnętrznym Układzie Słonecznym, ok. 4 mld lat temu: a) przed powstaniem rezonansu Jowisza i Saturna; b) po wtargnięciu Neptuna w pierwotny Pas Kuipera; c) po wyrzuceniu rozproszonych ciał przez Jowisza.

Zjawisko migracji planetarnej tłumaczy też kształt zewnętrznych peryferii Układu Słonecznego. Jest mało prawdopodobne, żeby lodowe olbrzymy – Uran i Neptun uformowały się w takiej odległości od Słońca w jakiej krążą obecnie, ponieważ tam gęstość mgławicy słonecznej była zbyt niska. Zapewne utworzyły się one na bliższych orbitach, między 15 a 20 j.a., a pierwotny Pas Kuipera był gęstszy i rozciągał się zaledwie do ok. 30 j.a. od gwiazdy. Co więcej, analiza składu chemicznego sugeruje, że Uran znajdował się dalej od Słońca niż Neptun.
Po 500–600 milionach lat od powstania, Jowisz i Saturn znalazły się w rezonansie orbitalnym 2:1. To zdarzenie wypchnęło Neptuna daleko od gwiazdy, w obszar dysku Kuipera. Wtargnięcie planety zaburzyło orbity planetozymali, posyłając większość z nich do wnętrza Układu, gdzie doszło do serii katastrofalnych zderzeń (tzw. Wielkie Bombardowanie), jak również do dalszych przesunięć orbit planet zewnętrznych. Oddziaływanie grawitacyjne Jowisza posłało część obiektów na odległe, silnie eliptyczne orbity, tworząc Obłok Oorta, a inne, które Neptun przesunął na orbity mniej ekscentryczne, utworzyły dzisiejszy Pas Kuipera i dysk rozproszony. Niektóre spośród nich (jak Pluton) znalazły się w rezonansie orbitalnym z planetą. Wreszcie oddziaływania z pozostałościami dysku protoplanetarnego zmniejszyły ekscentryczność orbit lodowych olbrzymów, tworząc Układ Słoneczny takim, jakim znamy go dziś.
Teoria ta tłumaczy szereg zjawisk, m.in. pochodzenie wielkich basenów uderzeniowych na powierzchni Księżyca, Merkurego i Marsa, datowanych na okres ok. pół miliarda lat po powstaniu Układu, dzisiejsze orbity Urana i Neptuna, oraz niską łączną masę obiektów transneptunowych. Różnice barw powierzchni planetoid transneptunowych również mogą wynikać z odmiennego pochodzenia tych ciał – część z nich uformowała się bliżej Słońca i zawiera mniej zamrożonych substancji lotnych.